# Taccaceae
Las tacáceas (nombre científico Taccaceae), con su único género Tacca, son una familia de plantas monocotiledóneas pantropicales, especialmente distribuidas en Malasia y el Pacífico, son hierbas con hojas de largo pecíolo y una inflorescencia con escapo, sus flores son de tamaño medio, violeta-negruzcas, con ovario ínfero, hay brácteas largas, filiformes, mezcladas entre las flores, y la placentación es parietal. La familia fue reconocida por sistemas de clasificación modernos como el APWeb (2001 en adelante), si bien el sistema de clasificación APG III del 2009 incluye a su único género, Tacca, dentro de las dioscoreáceas, el APWeb no lo avala a la fecha de edición de este artículo (enero de 2011) debido a los resultados de los análisis moleculares de ADN recientes que alejan a este género de esa familia.

## Filogenia
Introducción teórica en Filogenia

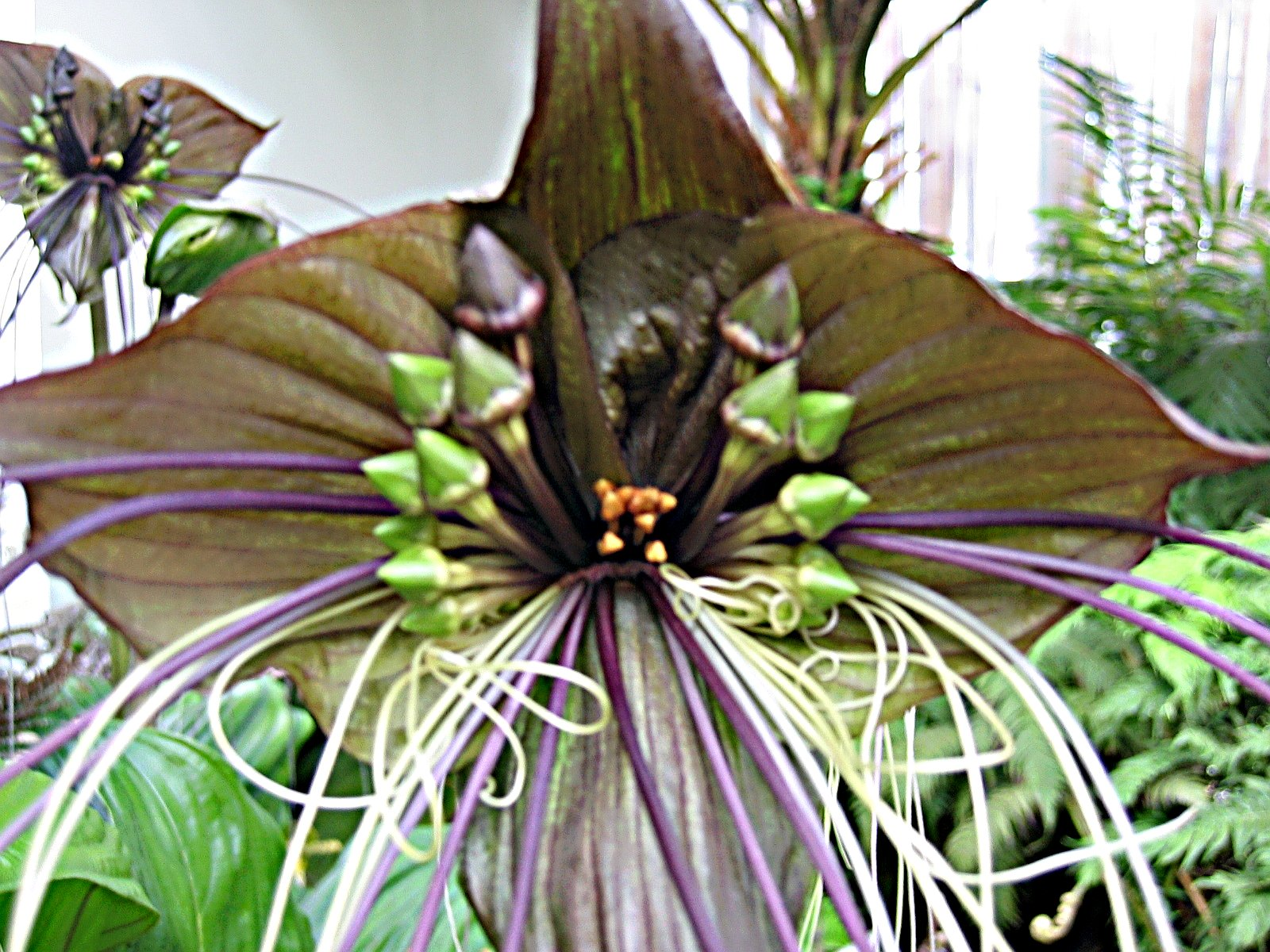
Tacca.

Muchos autores dividen a dioscoreaceae sensu lato en varias familias (por ejemplo en Dioscoreaceae sensu stricto y Taccaceae), según otros unas circunscripciones tan ajustadas ignoran sus caracteres compartidos (Caddick et al. 2002a, 2002b). Sin embargo Stevens en el Angiosperm Phylogeny Website mantiene separados a Dioscoreaceae y Taccaceae, porque no aparecen como familias hermanas en el árbol filogenético a la fecha de edición de este artículo (enero del 2011).

## Taxonomía
Introducción teórica en Taxonomía
La familia fue reconocida por el APWeb (a enero del 2011) pero no por el APG III (2009),ni anteriormente por el APG II (2003).
El único género de la familia, como circunscripta por el APWeb, es:
- Tacca J.R.Forst. & G.Forst., Char. Gen. Pl.: 35 (1775), nom. cons.. Distribución tropical y subtropical.

Las especies, conjuntamente con su publicación válida, distribución y hábito se listan a continuación (según Royal Botanic Gardens, Kew, a enero del 2009):
- Tacca ankaranensis Bard.-Vauc., Adansonia, III, 19: 154 (1997). Madagascar.
- Tacca bibracteata Drenth, Blumea 20: 395 (1972 publ. 1973). Borneo (Sarawak). Geofita rizomatosa.
- Tacca borneensis Ridl., J. Straits Branch Roy. Asiat. Soc. 49: 45 (1908). Oeste de Borneo. Geofita rizomatosa.
- Tacca celebica Koord., Meded. Lands Plantentuin 19: 641 (1898). Norte de Célebes. Geofita rizomatosa.
- Tacca chantrieri André, Rev. Hort. 73: 541 (1901). Assam a S. de China y península de Malasia. Geofita rizomatosa.
- Tacca ebeltajae Drenth, Blumea 20: 401 (1972 publ. 1973). E. de Nueva Guinea a Islas Solomon.  Geofita tuberosa.
- Tacca integrifolia Ker Gawl., Bot. Mag. 35: t. 1448 (1812). Bután al oeste de Malasia. Hemicriptófita o geofita rizomatosa.
- Tacca leontopetaloides (L.) Kuntze, Revis. Gen. Pl. 2: 704 (1891). Tropical, del Viejo Mundo al Pacífico. Geofita tuberosa.
- Tacca maculata Seem., Fl. Vit.: 103 (1866). Noreste del Oeste de Australia al Noroeste del Territorio del Norte, Sudoeste del Pacífico. Geofita tuberosa.
- Tacca palmata Blume, Enum. Pl. Javae 1: 83 (1827). Indochina a Malasia (incl. Isla Misool). Geofita tuberosa.
- Tacca palmatifida Baker, J. Linn. Soc., Bot. 15: 100 (1876). Célebes. Geofita rizomatosa.
- Tacca parkeri Seem., Fl. Vit.: 102 (1866). América subtropical. Hemicriptófita
- Tacca plantaginea (Hance) Drenth, Blumea 20: 391 (1972 publ. 1973). S. de China a Indochina. Hemicriptófita o geofita rizomatosa.
- Tacca subflabellata P.P.Ling & C.T.Ting, Acta Phytotax. Sin. 20: 202 (1982). China (SE. Yunnan). Hemicriptófita o geofita rizomatosa.